# Commission Delors III
Pour les articles homonymes, voir Commission Delors.

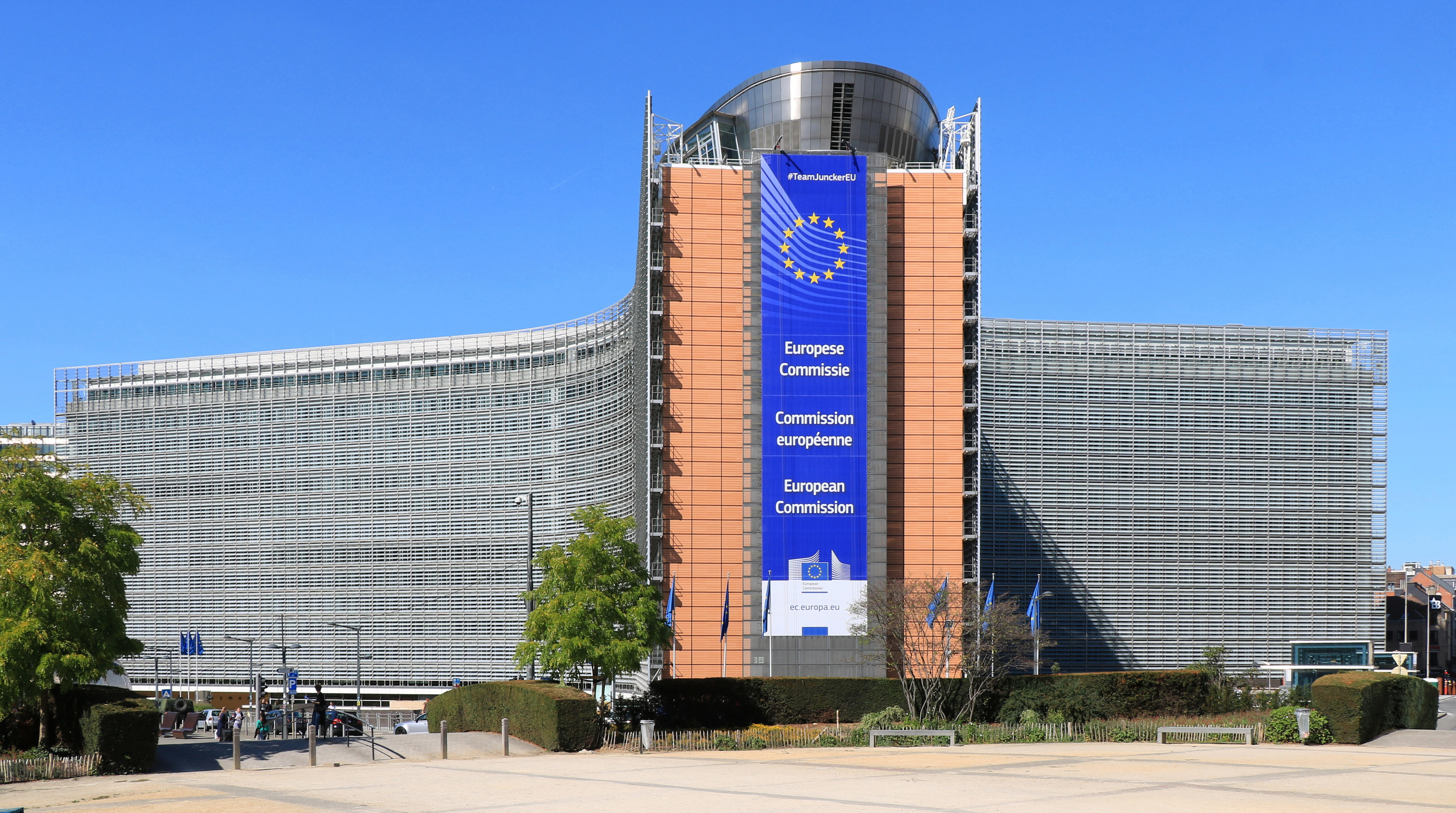
Siège de la Commission européenne à Bruxelles (Bâtiment Berlaymont).

La troisième commission Delors est le nom donné à la commission européenne présidée par Jacques Delors de 1993 à 1995. Elle fut suivie par la commission Santer. Elle fut la première commission de l'Union européenne, instituée par le Traité de Maastricht. Il fut décidé de limiter ses fonctions à 1995, pour que son mandat coïncide par la suite avec celui du Parlement européen.

## Histoire

### Évènements majeurs
- 1993 : Le marché unique européen prend effet. Le traité de Maastricht est ratifié et entre en vigueur.
- 1994 : Établissement de l'Institut monétaire européen. L'Espace économique européen prend effet. Le Comité des régions est établi. Les négociations d'adhésion pour l'Autriche, la Norvège, la Suède et la Finlande prennent fin. Le Fonds européen d'investissement est établi. La Hongrie et la Pologne font leur demande d'adhésion. 4e élections du Parlement.

## Composition
| Portefeuilles À défaut, titre au sein de la Commission                          | Commissaire                  | Commissaire               | État membre | Parti politique |
| ------------------------------------------------------------------------------- | ---------------------------- | ------------------------- | ----------- | --------------- |
| Président                                                                       |                              | Jacques Delors            | France      | PS              |
| Vice-Président Affaires industrielles et Politique de l'information             |                              | Martin Bangemann          | Allemagne   | FDP             |
| Vice-Président Politique commerciale                                            |                              | Leon Brittan              | Royaume-Uni | Tory            |
| Vice-Président Affaires économiques et monétaires                               |                              | Henning Christophersen    | Danemark    | V               |
| Vice-Président Coopération, Développement et Aide humanitaire                   |                              | Manuel Marín              | Espagne     | PSOE            |
| Vice-Président Concurrence                                                      |                              | Karel Van Miert           | Belgique    | PS              |
| Science, Recherche et Développement technologique                               |                              | Antonio Ruberti           | Italie      | PSI             |
| Transports et Énergie                                                           |                              | Abel Matutes              | Espagne     | PP              |
| Transports et Énergie                                                           | Marcelino Oreja (avril 1994) |                           | Espagne     | PP              |
| Environnement et Pêche                                                          |                              | Ioánnis Paleokrassás      | Grèce       | ND              |
| Agriculture et Développement rural                                              |                              | René Steichen             | Luxembourg  | PCS             |
| Réformes institutionnelles, Marché intérieur et Petites et moyennes entreprises |                              | Raniero Vanni d'Archirafi | Italie      | Aucun           |
| Fiscalité, Union douanière et Protection des consommateurs                      |                              | Christiane Scrivener      | France      | UDF-PR          |
| Budget, Contrôle financier et Fonds de cohésion                                 |                              | Peter Schmidhuber         | Allemagne   | CSU             |
| Emploi et Affaires sociales                                                     |                              | Padraig Flynn             | Irlande     | FF              |
| Relations avec le Parlement, Culture et Audiovisuelle                           |                              | João de Deus Pinheiro     | Portugal    | PSD             |
| Relations extérieures et Élargissement                                          |                              | Hans van den Broek        | Pays-Bas    | CDA             |
| Politique régionale et Cohésion                                                 |                              | Bruce Millan              | Royaume-Uni | Labour          |

### Code-couleur
La couleur indique l'orientation politique selon la répartition suivante : 
| issus de partis membres du PPE ?                          |
| issus de partis membres du PSE                            |
| issus de partis membres des Libéraux-démocrates européens |
| autre / inconnu                                           |

Le Parti conservateur n'appartenait pas alors au PPE.

## Sources

## Compléments